# Списак епизода серије Дуг мору

Дуг мору је српска телевизијска серија која је премијерно почела са емитовањем 06. октобра 2019. године на каналу Суперстар ТВ. 
Серија за сада броји 4 сезоне и 46 епизода.

## Преглед
| Сезона | Сезона | Епизоде | Епизоде | Оригинално емитовање | Оригинално емитовање | Оригинално емитовање |
| Сезона | Сезона | Епизоде | Епизоде | Премијера            | Финале               | Мрежа                |
| ------ | ------ | ------- | ------- | -------------------- | -------------------- | -------------------- |
|        | 1.     | 11      | 11      | 6. октобар 2019.     | 15. децембар 2019.   | Суперстар ТВ РТС 1   |
|        | 2.     | 13      | 13      | 3. септембар 2021.   | 26. новембар 2021.   | Суперстар ТВ Б92     |
|        | 3.     | 10      | 10      | 13. март 2023.       | 24. март 2023.       | Суперстар ТВ Б92     |
|        | 4.     | 12      | 12      | 4. мај 2024.         | 9. јун 2024.         | Суперстар ТВ Б92     |

## Епизоде

### 1. сезона (2019)
| Бр. еп. (укупно) | Бр. еп. (у сезони) | Наслов      | Редитељ     | Сценариста                                                                            | Премијера          |
| ---------------- | ------------------ | ----------- | ----------- | ------------------------------------------------------------------------------------- | ------------------ |
| 1                | 1                  | Почетак     | Горан Гајић | Стеван Копривица, Бојана Маљевић, Хајдана Балетић, Александар Радуновић и Горан Гајић | 6. октобар 2019.   |
| 2                | 2                  | Камен       | Горан Гајић | Стеван Копривица, Бојана Маљевић, Хајдана Балетић, Александар Радуновић и Горан Гајић | 13. октобар 2019.  |
| 3                | 3                  | Пун месец   | Горан Гајић | Стеван Копривица, Бојана Маљевић, Хајдана Балетић, Александар Радуновић и Горан Гајић | 20. октобар 2019.  |
| 4                | 4                  | Огрлица     | Горан Гајић | Стеван Копривица, Бојана Маљевић, Хајдана Балетић, Александар Радуновић и Горан Гајић | 27. октобар 2019.  |
| 5                | 5                  | Одлазак     | Горан Гајић | Стеван Копривица, Бојана Маљевић, Хајдана Балетић, Александар Радуновић и Горан Гајић | 3. новембар 2019.  |
| 6                | 6                  | Мајка       | Горан Гајић | Хајдана Балетић и Горан Гајић                                                         | 10. новембар 2019. |
| 7                | 7                  | Отац        | Горан Гајић | Хајдана Балетић и Горан Гајић                                                         | 17. новембар 2019. |
| 8                | 8                  | Дете        | Горан Гајић | Хајдана Балетић и Горан Гајић                                                         | 24. новембар 2019. |
| 9                | 9                  | На дистанци | Горан Гајић | Хајдана Балетић и Горан Гајић                                                         | 2. децембар 2019.  |
| 10               | 10                 | Близина     | Горан Гајић | Хајдана Балетић и Горан Гајић                                                         | 9. децембар 2019.  |
| 11               | 11                 | Тишина      | Горан Гајић | Хајдана Балетић и Горан Гајић                                                         | 16. децембар 2019. |

## Епизоде

### 2. сезона (2021)
| Бр. еп. (укупно) | Бр. еп. (у сезони) | Наслов        | Редитељ           | Сценариста                                                              | Премијера           |
| ---------------- | ------------------ | ------------- | ----------------- | ----------------------------------------------------------------------- | ------------------- |
| 12               | 1                  | Прослава      | Горчин Стојановић | Стеван Копривица, Бојана Маљевић, Маја Тодоровић, Милица Константиновић | 3. септембар 2021.  |
| 13               | 2                  | Штрига        | Горчин Стојановић | Стеван Копривица, Бојана Маљевић, Маја Тодоровић, Милица Константиновић | 10. септембар 2021. |
| 14               | 3                  | Синхроницитет | Горчин Стојановић | Стеван Копривица, Бојана Маљевић, Маја Тодоровић, Милица Константиновић | 17. септембар 2021. |
| 15               | 4                  | Опроштај      | Горчин Стојановић | Стеван Копривица, Бојана Маљевић, Маја Тодоровић, Милица Константиновић | 26. септембар 2021. |
| 16               | 5                  | Флешбек       | Горчин Стојановић | Стеван Копривица, Бојана Маљевић, Маја Тодоровић, Милица Константиновић | 1. октобар 2021.    |
| 17               | 6                  | Ритуал        | Горчин Стојановић | Стеван Копривица, Бојана Маљевић, Маја Тодоровић, Милица Константиновић | 8. октобар 2021.    |
| 18               | 7                  | Визије        | Горчин Стојановић | Стеван Копривица, Бојана Маљевић, Маја Тодоровић, Милица Константиновић | 15. октобар 2021.   |
| 19               | 8                  | Немило мјесто | Горчин Стојановић | Стеван Копривица, Бојана Маљевић, Маја Тодоровић, Милица Константиновић | 22. октобар 2021.   |
| 20               | 9                  | Златни дан    | Горчин Стојановић | Стеван Копривица, Бојана Маљевић, Маја Тодоровић, Милица Константиновић | 29. октобар 2021.   |
| 21               | 10                 | Ведогоња      | Горчин Стојановић | Стеван Копривица, Бојана Маљевић, Маја Тодоровић, Милица Константиновић | 5. новембар 2021.   |
| 22               | 11                 | Три елемента  | Горчин Стојановић | Стеван Копривица, Бојана Маљевић, Маја Тодоровић, Милица Константиновић | 12. новембар 2021.  |
| 23               | 12                 | Докази        | Горчин Стојановић | Стеван Копривица, Бојана Маљевић, Маја Тодоровић, Милица Константиновић | 19. новембар 2021.  |
| 24               | 13                 | Фортица       | Горчин Стојановић | Стеван Копривица, Бојана Маљевић, Маја Тодоровић, Милица Константиновић | 26. новембар 2021.  |

## Епизоде

### 3. сезона (2023)
| Бр. еп. (укупно) | Бр. еп. (у сезони) | Наслов       | Редитељ                        | Сценариста                               | Премијера      |
| ---------------- | ------------------ | ------------ | ------------------------------ | ---------------------------------------- | -------------- |
| 25               | 1                  | Стара Штрига | Милица Филиповски и Леон Лучев | Маријана Чулић Вићентић и Бојана Маљевић | 13. март 2023. |
| 26               | 2                  | Пакет        | Милица Филиповски и Леон Лучев | Маријана Чулић Вићентић и Бојана Маљевић | 14. март 2023. |
| 27               | 3                  | Трагови      | Милица Филиповски и Леон Лучев | Маријана Чулић Вићентић и Бојана Маљевић | 15. март 2023. |
| 28               | 4                  | Заблуда      | Милица Филиповски и Леон Лучев | Маријана Чулић Вићентић и Бојана Маљевић | 16. март 2023. |
| 29               | 5                  | Кривица      | Милица Филиповски и Леон Лучев | Маријана Чулић Вићентић и Бојана Маљевић | 17. март 2023. |
| 30               | 6                  | Тајне        | Милица Филиповски и Леон Лучев | Маријана Чулић Вићентић и Бојана Маљевић | 20. март 2023. |
| 31               | 7                  | Илузије      | Милица Филиповски и Леон Лучев | Маријана Чулић Вићентић и Бојана Маљевић | 21. март 2023. |
| 32               | 8                  | Невреме      | Милица Филиповски и Леон Лучев | Маријана Чулић Вићентић и Бојана Маљевић | 22. март 2023. |
| 33               | 9                  | Плочице      | Милица Филиповски и Леон Лучев | Маријана Чулић Вићентић и Бојана Маљевић | 23. март 2023. |
| 34               | 10                 | Штриге       | Милица Филиповски и Леон Лучев | Маријана Чулић Вићентић и Бојана Маљевић | 24. март 2023. |

## Епизоде

### 4. сезона (2024)
| Бр. еп. (укупно) | Бр. еп. (у сезони) | Наслов               | Редитељ                         | Сценариста                                              | Премијера     |
| ---------------- | ------------------ | -------------------- | ------------------------------- | ------------------------------------------------------- | ------------- |
| 35               | 1                  | Потрага              | Милица Филиповски и Леон Лучев  | Маријана Чулић Вићентић и Бојана Маљевић                | 4. мај 2024.  |
| 36               | 2                  | Баштун               | Милица Филиповски и Леон Лучев  | Маријана Чулић Вићентић и Бојана Маљевић                | 5. мај 2024.  |
| 37               | 3                  | Зов туге             | Милан Коњевић и Милан Тодоровић | Маријана Чулић Вићентић, Милан Коњевић и Бојана Маљевић | 11. мај 2024. |
| 38               | 4                  | Плодови мора         | Милан Коњевић и Милан Тодоровић | Маријана Чулић Вићентић, Милан Коњевић и Бојана Маљевић | 12. мај 2024. |
| 39               | 5                  | Жена са Луштице      | Милан Коњевић и Милан Тодоровић | Маријана Чулић Вићентић, Милан Коњевић и Бојана Маљевић | 18. мај 2024. |
| 40               | 6                  | Свет мртвих          | Милан Тодоровић                 | Милан Коњевић                                           | 19. мај 2024. |
| 41               | 7                  | Каменчићи            | Милан Коњевић и Милан Тодоровић | Маријана Чулић Вићентић, Милан Коњевић и Бојана Маљевић | 25. мај 2024. |
| 42               | 8                  | Трећа плочица        | Милан Коњевић и Милан Тодоровић | Маријана Чулић Вићентић, Милан Коњевић и Бојана Маљевић | 26. мај 2024. |
| 43               | 9                  | На литици            | Милан Коњевић и Милан Тодоровић | Маријана Чулић Вићентић, Милан Коњевић и Бојана Маљевић | 1. јун 2024.  |
| 44               | 10                 | Подземни свет мртвих | Милан Коњевић и Милан Тодоровић | Маријана Чулић Вићентић, Милан Коњевић и Бојана Маљевић | 2. јун 2024.  |
| 45               | 11                 | Сећања               | Милан Коњевић и Милан Тодоровић | Маријана Чулић Вићентић, Милан Коњевић и Бојана Маљевић | 8. јун 2024.  |
| 46               | 12                 | Ја ћу како морам     | Милан Коњевић и Милан Тодоровић | Маријана Чулић Вићентић, Милан Коњевић и Бојана Маљевић | 9. јун 2024.  |